# Calliostoma agrigentinum
Calliostoma agrigentinum is een slakkensoort uit de familie van de Calliostomatidae. De wetenschappelijke naam van de soort werd voor het eerst geldig gepubliceerd in 1936 door Coen.